# Gea infuscata
Gea infuscata är en spindelart som beskrevs av Albert Tullgren 1910. Gea infuscata ingår i släktet Gea och familjen hjulspindlar. Inga underarter finns listade i Catalogue of Life.